# Communauté d’agglomération Rambouillet Territoires
Die Communauté d’agglomération Rambouillet Territoires (offizielle Bezeichnung: Rambouillet Territoires) ist ein französischer Gemeindeverband mit der Rechtsform einer Communauté d’agglomération im Département Yvelines in der Region Île-de-France. Sie wurde am 27. Dezember 2016 gegründet und umfasst 36 Gemeinden. Der Verwaltungssitz befindet sich im Ort Rambouillet.

## Historische Entwicklung
Der Gemeindeverband entstand mit Wirkung vom 1. Januar 2017 durch die Fusion der Vorgängerorganisationen
- Communauté d’agglomération Rambouillet Territoires (vor 2017),
- Communauté de communes des Étangs und
- Communauté de communes Contrée d’Ablis-Porte d’Yvelines.

Trotz der Namensgleichheit mit der Vorgängerorganisation handelt es sich um eine Neugründung mit anderer Rechtspersönlichkeit.

## Mitgliedsgemeinden
| Gemeinde                                           | Einwohner 1. Januar 2022 | Fläche km² | Dichte Einw./km² | Code INSEE | Postleitzahl |
| -------------------------------------------------- | ------------------------ | ---------- | ---------------- | ---------- | ------------ |
| Ablis                                              | 3.814                    | 25,92      | 147              | 78003      | 78660        |
| Allainville                                        | 281                      | 16,30      | 17               | 78009      | 78660        |
| Auffargis                                          | 1.967                    | 17,14      | 115              | 78030      | 78610        |
| Boinville-le-Gaillard                              | 601                      | 12,52      | 48               | 78071      | 78660        |
| Bonnelles                                          | 2.211                    | 10,84      | 204              | 78087      | 78830        |
| Bullion                                            | 1.915                    | 20,90      | 92               | 78120      | 78830        |
| Cernay-la-Ville                                    | 1.526                    | 9,77       | 156              | 78128      | 78720        |
| Clairefontaine-en-Yvelines                         | 851                      | 17,22      | 49               | 78164      | 78120        |
| Émancé                                             | 882                      | 11,99      | 74               | 78209      | 78125        |
| Gambaiseuil                                        | 65                       | 18,92      | 3                | 78264      | 78490        |
| Gazeran                                            | 1.337                    | 25,80      | 52               | 78269      | 78125        |
| Hermeray                                           | 958                      | 18,07      | 53               | 78307      | 78125        |
| La Boissière-École                                 | 748                      | 25,06      | 30               | 78077      | 78125        |
| La Celle-les-Bordes                                | 832                      | 22,60      | 37               | 78125      | 78720        |
| Le Perray-en-Yvelines                              | 6.515                    | 13,47      | 484              | 78486      | 78610        |
| Les Bréviaires                                     | 1.326                    | 19,55      | 68               | 78108      | 78610        |
| Les Essarts-le-Roi                                 | 6.772                    | 19,32      | 351              | 78220      | 78690        |
| Longvilliers                                       | 498                      | 13,91      | 36               | 78349      | 78730        |
| Mittainville                                       | 650                      | 10,51      | 62               | 78407      | 78125        |
| Orcemont                                           | 983                      | 10,49      | 94               | 78464      | 78125        |
| Orphin                                             | 879                      | 16,50      | 53               | 78470      | 78125        |
| Orsonville                                         | 325                      | 9,61       | 34               | 78472      | 78660        |
| Paray-Douaville                                    | 216                      | 10,28      | 21               | 78478      | 78660        |
| Poigny-la-Forêt                                    | 930                      | 23,27      | 40               | 78497      | 78125        |
| Ponthévrard                                        | 700                      | 2,57       | 272              | 78499      | 78730        |
| Prunay-en-Yvelines                                 | 820                      | 26,95      | 30               | 78506      | 78660        |
| Raizeux                                            | 990                      | 10,25      | 97               | 78516      | 78125        |
| Rambouillet                                        | 27.145                   | 35,19      | 771              | 78517      | 78120        |
| Rochefort-en-Yvelines                              | 897                      | 12,59      | 71               | 78522      | 78730        |
| Saint-Arnoult-en-Yvelines                          | 5.854                    | 12,55      | 466              | 78537      | 78730        |
| Saint-Hilarion                                     | 988                      | 14,00      | 71               | 78557      | 78120        |
| Saint-Léger-en-Yvelines                            | 1.462                    | 34,52      | 42               | 78562      | 78610        |
| Saint-Martin-de-Bréthencourt                       | 688                      | 16,67      | 41               | 78564      | 78660        |
| Sainte-Mesme                                       | 910                      | 8,16       | 112              | 78569      | 78730        |
| Sonchamp                                           | 1.664                    | 46,49      | 36               | 78601      | 78120        |
| Vieille-Église-en-Yvelines                         | 618                      | 9,60       | 64               | 78655      | 78125        |
| Communauté d’agglomération Rambouillet Territoires | 79.818                   | 629,50     | 127              | –          | –            |

## Quelle
1. ↑  www.collectivites-locales.gouv.fr
2. ↑  CA Rambouillet Territoires (SIREN: 200 073 344) in der Base nationale sur l’intercommunalité (BANATIC) des französischen Innenministeriums (französisch)